# Mesochorus castellanus
Mesochorus castellanus là một loài tò vò trong họ Ichneumonidae.